# Calvin Natt
Calvin Leon Natt (Monroe, Luisiana, 8 de enero de 1957) es un exjugador de baloncesto estadounidense que disputó once temporadas en la NBA. Con 1,98 metros de altura, jugaba en la posición de alero. En la actualidad es dueño de un tanatorio en Denver, Colorado. Es el hermano mayor del también exjugador profesional Kenny Natt.

## Trayectoria deportiva

### Universidad
Jugó durante 4 temporadas con los Warhawks del Northeast Louisiana State College, más tarde denominada Universidad de Luisiana-Monroe. En sus 108 partidos como universitario, promedió 23,8 puntos y 11,9 asistencias.

### Profesional
Fue elegido en la octava posición del Draft de la NBA de 1979 por New Jersey Nets, donde tras promediar 19,7 puntos y 9,7 rebotes por partido fue elegido en el mejor quinteto de novatos. A mediados de esa temporada fue traspasado a Portland Trail Blazers, donde actuó de titular en los cuatro años y medio que pasó allí. Fichó en 1984 por Denver Nuggets, jugando ese mismo año su mejor campaña, promediando 23,3 puntos y 7,8 rebotes, siendo elegido para el All Star Game. Mediada la temporada 1988-89 fue traspasado a San Antonio Spurs, con los que apenas jugó 10 partidos, retirándose la temporada siguiente con Indiana Pacers.
En el total de sus 11 temporadas, promedió 17,2 puntos y 6,8 rebotes por partido.

## Estadísticas de su carrera en la NBA

### Temporada regular
| Año      | Equipo      | PJ  | PT  | MPP  | %TC  | %3P  | %TL   | RPP | APP | ROB | TPP | PPP  |
| -------- | ----------- | --- | --- | ---- | ---- | ---- | ----- | --- | --- | --- | --- | ---- |
| 1979-80  | New Jersey  | 53  |     | 38.6 | .479 | .200 | .711  | 9.7 | 2.1 | 1.5 | .4  | 19.7 |
| 1979-80  | Portland    | 25  |     | 32.4 | .480 | .500 | .770  | 7.1 | 2.3 | 1.0 | .5  | 20.4 |
| 1980-81  | Portland    | 74  |     | 28.5 | .497 | .500 | .707  | 5.8 | 2.1 | 1.0 | .2  | 13.4 |
| 1981-82  | Portland    | 75  | 71  | 34.7 | .576 | .250 | .750  | 8.2 | 2.0 | .8  | .5  | 17.7 |
| 1982-83  | Portland    | 80  | 80  | 36.0 | .543 | .150 | .792  | 7.5 | 2.1 | .8  | .4  | 20.4 |
| 1983-84  | Portland    | 79  | 74  | 33.4 | .583 | .118 | .797  | 6.0 | 2.3 | .9  | .3  | 16.2 |
| 1984-85  | Denver      | 78  | 76  | 34.1 | .546 | .000 | .793  | 7.8 | 3.1 | 1.0 | .4  | 23.3 |
| 1985-86  | Denver      | 69  | 62  | 29.1 | .504 | .333 | .801  | 6.3 | 2.4 | .8  | .2  | 17.7 |
| 1986-87  | Denver      | 1   | 1   | 20.0 | .400 | –    | 1.000 | 5.0 | 2.0 | 1.0 | .0  | 10.0 |
| 1987-88  | Denver      | 27  | 7   | 19.7 | .490 | .000 | .740  | 3.6 | 1.7 | .5  | .1  | 9.6  |
| 1988-89  | Denver      | 14  | 0   | 12.0 | .440 | .000 | .710  | 3.3 | .5  | .4  | .1  | 4.7  |
| 1988-89  | San Antonio | 10  | 0   | 18.5 | .379 | –    | .729  | 3.2 | 1.1 | .2  | .2  | 8.5  |
| 1989-90  | Indiana     | 14  | 0   | 11.7 | .645 | –    | .773  | 2.5 | .6  | .1  | .0  | 4.1  |
| Total    | Total       | 599 | 371 | 31.4 | .528 | .219 | .768  | 6.8 | 2.2 | .9  | .3  | 17.2 |
| All-Star | All-Star    | 1   | 0   | 11.0 | .333 | –    | .500  | 3.0 | 1.0 | –   | –   | 3.0  |

### Playoffs
| Año   | Equipo   | PJ | PT | MPP  | %TC  | %3P  | %TL  | RPP | APP | ROB | TPP | PPP  |
| ----- | -------- | -- | -- | ---- | ---- | ---- | ---- | --- | --- | --- | --- | ---- |
| 1980  | Portland | 3  | –  | 41.7 | .438 | .000 | .600 | 8.0 | .7  | .7  | .3  | 16.0 |
| 1981  | Portland | 3  | –  | 31.7 | .452 | –    | .500 | 6.7 | .3  | .3  | .3  | 10.7 |
| 1983  | Portland | 7  | –  | 39.1 | .490 | .500 | .646 | 9.1 | 1.6 | 1.1 | .1  | 18.9 |
| 1984  | Portland | 5  | –  | 39.0 | .514 | .000 | .694 | 7.6 | 1.8 | 1.2 | .2  | 19.8 |
| 1985  | Denver   | 15 | 15 | 33.9 | .550 | –    | .809 | 6.6 | 3.8 | .5  | .3  | 22.3 |
| 1986  | Denver   | 10 | 6  | 29.3 | .465 | .500 | .780 | 7.9 | 2.8 | .2  | .3  | 17.9 |
| 1990  | Indiana  | 2  | 0  | 7.0  | .333 | –    | –    | 1.0 | .5  | .0  | .0  | 1.0  |
| Total | Total    | 45 | 21 | 33.4 | .503 | .222 | .736 | 7.2 | 2.4 | .6  | .3  | 18.4 |

## Vida personal
Tiene una línea de zapatillas Nike que llevan su nombre.